# Reichskonkordat
Reichskonkordat, más néven birodalmi konkordátum. 1933. július 20-án, Rómában Eugenio Pacelli bíboros államtitkár (későbbi XII. Piusz pápa) és Franz von Papen német kancellárhelyettes aláírja a birodalmi konkordátumot. A nácik számára az egyezmény csupán propagandafogás. Igen hamar megmutatkozik, hogy taktikai okokból léptek szövetségre a katolikus egyházzal. Amikor Hitler 1933. január 30-án birodalmi kancellár lett, a kereszténységet úgy jellemezte, mint minden erkölcsünk alapját. Mivel a kommunizmusban nagyobb veszélyt láttak, ezért a püspökök feladták a náci párttal szembeni ellenállásukat, és 1933. március 28-án elhatárolódtak az évekkel azelőtt tett intelmektől és tiltó kijelentéseiktől. Hitlernek csak azért volt jó ez, mert megnyerte velük a keresztényeket, és külföldön kedvező képet festett magáról. Később arra kényszerítik az egyházat, hogy oszlassa föl önmagát, a keresztény munkásegyesületeket, és szakszervezeteket tiltanak be, a katolikus sajtó többé nem írhat szabadon. Később a kereszteket is eltávolítják az iskolából, akadályozzák, vagy be is tiltják a hittan oktatást. 1937 áprilisától már kolostorokat és iskolákat zárnak be és templomokat foglalnak le. Egyre több katolikus pap határolja el magát a náciktól. Ekkor több püspök állást foglal a kormánnyal szemben, ők koncentrációs táborban végzik.
A konkordátum főbb tételei:
- A konkordátum biztosítja a katolikus hit nyilvános gyakorlását
- Biztosítja a felekezeti iskolák és az állami iskolákban folyó hittanoktatás továbbélését és megengedi a már meglévő teológiai fakultások fennmaradását, valamint újak létesítését.
- De kiköti: A papok és szerzetesek nem lehetnek politikai pártok tagjai, és nem végezhetnek pártpolitikai munkát.